# Obenheim
Obenheim es una localidad y comuna francesa situada en el departamento de Bajo Rin, en la región de Alsacia.
- Datos: Q21304
- Multimedia: Obenheim / Q21304

1. ↑  Worldpostalcodes.org, código postal n.º 67230.
2. ↑  INSEE, Datos de población para el año 2012 de Obenheim (en francés).